# Enterocoelie
Die Enterocoelie ist eine charakteristische Eigenschaft der Deuterostomia und bezeichnet die Entstehung des Mesoderms aus einer Abspaltung des Urdarms, wobei dieses ein trimeres Coelom (Protocoel, Mesocoel, Metacoel) bildet. Die Entstehung des Mesoderms und des Coeloms geschieht dabei gleichzeitig.
Bei der enterocoelen Entwicklung beginnt die Gastrulation damit, dass sich eine Seite der Blastula zum Archenteron (Urdarm) invaginiert. Im Verlauf der weiteren Einstülpung des Urdarms mit Verlängerung des sich bildenden Darmrohrs schieben sich die Seiten des Archenterons nach außen und erweitern sich zu einem taschenartigen Coelomkompartiment. Das Coelomkompartiment schnürt sich unter Bildung eines von Mesoderm umschlossenen Raumes, der den Darm umgibt, ab. In dem entstandenen Hohlraum, dem Coelom, sammelt sich Flüssigkeit.
Dagegen entstehen Mesoderm und Coelom bei den Protostomia durch Schizocoelie. Das Mesoderm geht dabei aus unabhängigen Zelllinien (Mesodermvorläuferzellen) hervor, die häufig aus einer einzigen Zelle, der sogenannte 4d-Zelle, entstehen.